# Сфрагіда
Сфрагі́да (грец. sphrágis — карб, печатка) — згадка автором свого імені чи прізвища у віршовому творі.
Відома з античної доби («Так сказав Фокілід»), але перетворена на обов'язковий атрибут у класичних арабських та тюркомовних літературах («Пам'ятай, Махтумкулі, / Що ти гість на цій землі»).
Антонич був хрущем і жив колись на вишнях,
на вишнях тих, що їх оспівував Шевченко (Б.-І. Антонич).